# クリスティーナ・フォン・ザルム
クリスティーナ・カタリーナ・フォン・ザルム（Christina Katharina Gräfin von Salm, 1575年 - 1627年12月31日）は、ロレーヌ公フランソワ2世の妻。フランス語名はクリスティーヌ・カトリーヌ・ド・サルム（Christine Catherine de Salm）。

## 生涯
上ザルム伯家の一員でブランデンブルク領主のパウル・フォン・ザルム伯爵（1584年没）とその妻マリー・ル・ヴァヌール・ド・ティリエールの間の娘に生まれた。曾祖父の弟に第一次ウィーン包囲を破った軍指揮官ニクラス・フォン・ザルムが、伯父の1人にシュパイヤーの帝国最高法院院長を務めたアントン・フォン・ザルムがいる。
1597年、ロレーヌ公シャルル3世の三男であるヴォーデモン伯フランソワと結婚。1600年に父の長兄であるザルム伯ヨハン8世が死ぬと、夫とともに上ザルム伯領（の半分）を相続した。夫は1625年、ロレーヌ公爵家の相続問題を解決するために1週間だけロレーヌ公国元首として在位したため、クリスティーヌも公爵夫人となった。

## 子女
夫フランソワ2世との間に6人の子女をもうけた。
- アンリ（1602年 - 1611年） - アトンシャテル侯爵
- シャルル4世（1604年 - 1675年） - ロレーヌ公、従妹のロレーヌ女公ニコルと結婚[3]、ベアトリクス・ド・キュザンスと再婚
- アンリエット（1605年 - 1675年） - ファルスブール女公（フランス語版）、アンセルヴィル男爵ルイ・ド・ギーズ（フランス語版）[4]と結婚、サレリオ侯爵カルロス・グアスコと再婚、フランチェスコ・グリマルディ侯爵と三婚
- ニコラ2世（1609年 - 1670年） - ロレーヌ公、従姉妹のロレーヌ公女クロードと結婚
- マルグリット（1615年 - 1672年） - オルレアン公ガストンと結婚
- クリスティーヌ（1621年 - 1622年）

## 引用
1. ↑  (FR)Victor de Saint-Mauris, Etude historiques sur l'ancienne Lorraine, Vol.2,  (Vagner, Imprimeur-Libraire-Editeur, 1861), 76.
2. ↑  (FR)Messager des sciences historiques, (Imprimerie et Lithogr. eug Vanderhaeghen, 1883), 256.
3. ↑  Carl Eduard Vehse, Memoirs of the Court, Aristocracy, and Diplomacy of Austria, Vol. 2, (Longman, Brown, Green and Longmans, 1856), 40.
4. ↑  ギーズ枢機卿ルイ・ド・ロレーヌの庶子。